# Luis Tristán

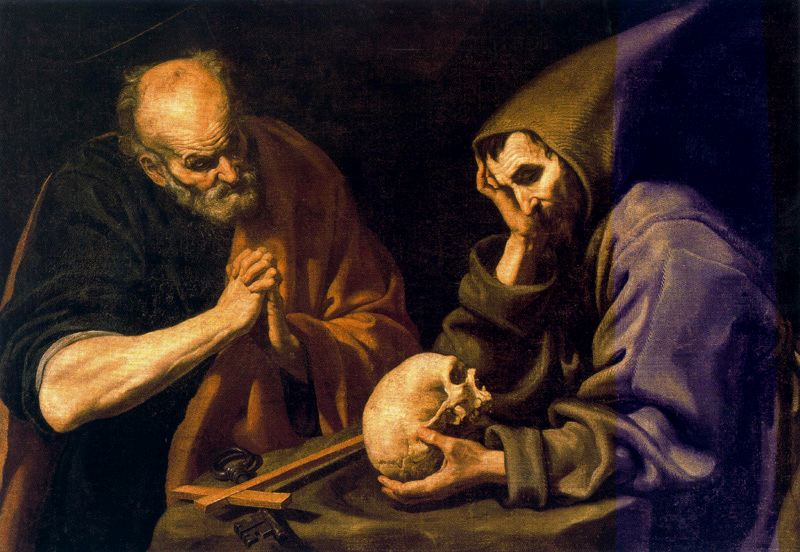
San Pedro y San Francisco. Palacio Real de Riofrío. Segovia. Patrimonio Nacional (España).

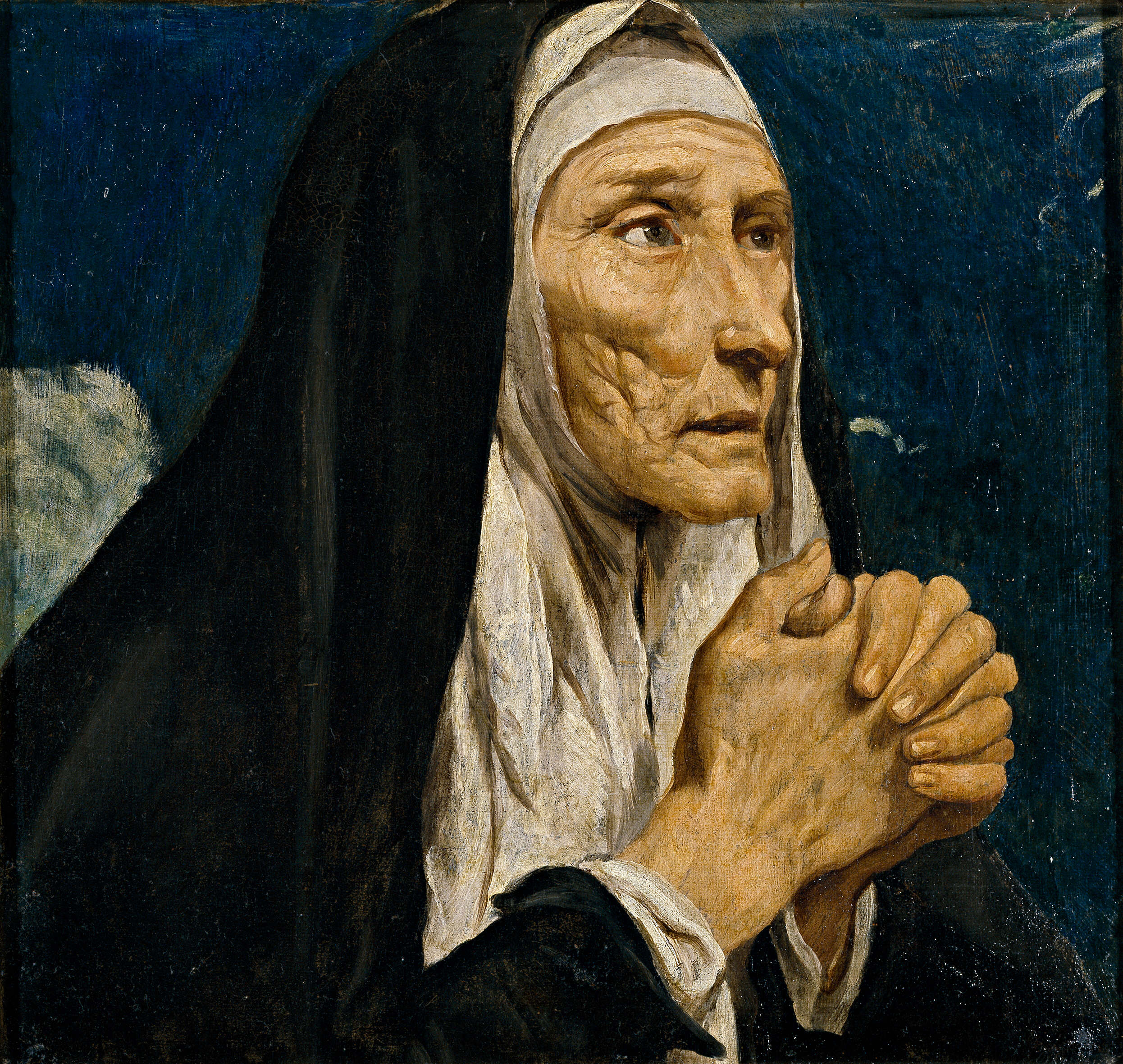
Santa Mónica, 1616, museo del Prado.

Luis Tristán de Escamilla, también conocido como Luis de Escamilla o Luis Rodríguez Tristán (Toledo, h. 1585-1624), fue un pintor español del manierismo, perteneciente al Siglo de Oro. Se le considera el mejor discípulo del Greco, si bien evolucionó hacia un naturalismo tenebrista totalmente opuesto. 

## Biografía
Hijo de comerciantes y artesanos toledanos, Tristán entró a trabajar en el obrador del Greco, cuyo estilo imitó hasta el punto de haber confundido en ocasiones a los críticos, que han atribuido obras de cada uno al que no era. Con él estuvo entre 1603 y 1606, pero luego marchó a Italia, donde estuvo desde 1606 a 1613. 
Se le considera el principal discípulo del pintor toledano, sin contar al hijo de este, Jorge Manuel Theotocópuli, de calidad muy inferior.
Luis Tristán trabajó toda su vida en Toledo. No estilizó tanto las figuras como el Greco e intentó matizar un Manierismo ya pasado de moda con el enfoque naturalista en los pormenores y el tratamiento de la materia, enfoque que provenía del caravaggismo italiano y los ecos de la Contrarreforma. Su estilo es muy personal, con un tono de áspera gravedad, de gamas terrosas sobre las que brillan toques de intenso colorido luminoso.
Aparte de algunos retratos de acusado realismo (Anciano, El calabrés, El Cardenal Sandoval, etcétera), su obra principal es de temática religiosa. Presenta las figuras alargadas y distorsionadas y recrea las composiciones del maestro, pero introduce elementos de la vida cotidiana como cuota al gusto naturalista que se terminó imponiendo, y sus figuras presentan mayor peso. 

### Obras destacadas
Acaso su trabajo más importante es el conjunto de cuadros realizado para el retablo del altar mayor de la colegiata de san Benito Abad de Yepes (Toledo), fechado en 1616, con seis escenas de la vida de Jesús y ocho medias figuras de santos. En la Guerra Civil se destruyeron las esculturas de santos del retablo, pero los lienzos desgarrados pudieron repararse en el Museo del Prado, y casi todos se devolvieron en 1942; en este museo quedaron los de Santa Mónica y Magdalena. 
Otras obras relevantes de Tristán son: San Luis repartiendo limosna (Museo del Louvre), La ronda del pan y del huevo (Museo de Santa Cruz, Toledo), un San Pedro en Poznan (Polonia), la Adoración de los Reyes Magos del Museo de Bellas Artes de Budapest, una Sagrada Familia (Instituto de Artes de Mineápolis) y la Adoración de los pastores de 1620 en el Museo Fitzwilliam de Cambridge.
Entre sus discípulos tuvo al bodegonista Pedro de Camprobín.

## Fuente
- Alfonso Pérez Sánchez y Benito Navarrete Prieto, Luis Tristán 1585-1624 Ediciones del Umbral, 2001.